# Радамер
Радамер — вид сичужного сиру, зрілого, виготовленого з коров'ячого молока.

## Опис
Сир має злегка горіховий, трохи солодкуватий смак. Це сир м'якої консистенції, помірно насиченого кольору з великими овальними отворами розміром із вишню.

## Поява
Радамер був створений у 1991 році в молочному кооперативі «Spomlek» у Радині-Підляській випадково, коли іноземна компанія, що постачала SM «Spomlek» вакцини для виробництва сиру, надіслала не той бактеріальний штам. Випадково створений сир надійшов у продаж на пробній основі, і великий інтерес призвів до продовження його виробництва.

## Виробництво
Радамер отримують із пастеризованого коров'ячого молока і витримують 4 тижні.
Радамер виробляє виключно «Spomlek».

## Нагороди
- П'ять разів золота медаль DLG[2]
- 1 місце в Національній оцінці сирів, 1995[1]
- Золота медаль ярмарку POLAGRA, 1995[1]
- Срібна медаль ПРОДЕКСПО, 2003[4]
- Кришталевий глобус 2004[4]
- Виграв золоту медаль WORLD FOOD, 2004[4]
- Золота медаль Продекспо 2008, Москва[2]

## Реалізація
Щомісячні продажі залишаються на рівні 400 тонн, майже половина з яких йде на експорт, переважно до країн ЄС (бл. 10 %) і СНД (бл. 30 %).